# Nordlaks
Nordlaks Holding AS er en norsk producent af laks i Nordland og med hovedkvarter i Stokmarknes på Vesterålen. De producerer årligt 39.000 tons laks i egne havbrug, som de forarbejder på egne fabrikker og eksporterer. I 2023 havde de 852 ansatte. Nordlaks blev etableret af Inge Berg i 1989 og er i dag ejet af Inge Berg og børn.